# 대한민국-아제르바이잔 관계
대한민국-아제르바이잔 관계는 대한민국과 아제르바이잔의 양국 관계이다. 양국은 1991년 아제르바이잔의 독립 이후 1992년 공식 외교 관계를 수립하는 등 구소련 국가에 파트너십을 구축한 역사를 공유하고 있다. 소련 해체 이전에는 직접적인 역사적 상호작용이 없었지만, 아제르바이잔과 대한민국의 현대적 관계는 20세기와 21세기 양국의 발전에 의해 형성되었다. 또한 대한민국은 아제르바이잔의 독립을 인정한 최초의 국가 중 하나였다.

## 역사
소련 시절 아제르바이잔은 소련에 편입되었고 다른 공화국과 마찬가지로 대외 관계도 모스크바가 운영했다. 그 결과 아제르바이잔과 대한민국 사이에는 직접적인 외교 또는 무역 관계가 없었다. 대한민국은 1945년까지 일제강점기를 받다가 제2차 세계 대전 이후 남북으로 분단되는 등 나름의 어려움에 직면해 있었다. 6.25 전쟁 (1950년~1953년) 당시 소련의 일부였던 아제르바이잔이 간접적으로 관여했지만 당시 아제르바이잔과 대한민국 사이에는 구체적인 관계가 형성되지 않았다.

### 아제르바이잔의 독립 및 관계 수립
1991년 소련 해체 후 아제르바이잔의 독립을 선언한 대한민국은 아제르바이잔의 주권을 공식적으로 인정했다. 양국 간의 외교 관계는 1992년 3월 23일에 수립되었다. 이러한 관계는 특히 에너지, 기술, 인프라 개발과 관련하여 정치 및 경제 협력에 대한 상호 이해관계를 바탕으로 구축되었다.
지리적 거리에도 불구하고 아제르바이잔과 대한민국은 외교, 경제, 문화적 협력을 특징으로 하는 다각적인 관계를 발전시켜 왔다. 1992년 양국의 공식적인 관계 수립은 관계 발전의 토대를 마련했다. 그러나 2000년대의 중요한 이정표는 마침내 2006년 3월 4일, 바쿠에 대한민국 대사관이 개설되어 남캅카스 지역 최초의 대한민국 외교 사절단이 되었고, 2007년 3월 14일, 서울에 아제르바이잔 대사관이 설립되면서 양국의 파트너십을 공고히 했다. 또한 양국 간의 정치적 관계는 고위급 상호 방문을 통해 더욱 강화되었다. 이러한 사건들은 양국 관계에 더욱 가까워졌을 뿐만 아니라 다양한 분야에서 새로운 협력의 장을 열었다.

## 무역 및 파트너십
아제르바이잔과 대한민국은 활발한 경제 및 무역 관계를 맺고 있으며, 아제르바이잔은 남캅카스 지역에서 대한민국의 주요 경제 파트너이다. 지난 몇 년 동안 양국 간 무역 교류는 활발하게 발전하여 아제르바이잔의 대한국 수출은 3.52배 증가했고, 대한민국 수입은 18.14% 증가했다. 이 외에도 대한민국은 아제르바이잔의 비석유 부문에서 가장 큰 외국인 직접 투자국 중 하나로, 양국 간 경제 관계를 더욱 공고히 하고 있다. 대한민국의 기술 전문성과 산업 역량은 특히 에너지 분야에서 경제 현대화를 위한 아제르바이잔의 추가 노력에 유리하게 작용했다. 아제르바이잔에는 건설 및 전자 산업 분야의 대한민국 기업들이 진출하기 시작했다. 아제르바이잔의 풍부한 석유 및 가스 자원이 대한민국 투자의 관심을 끌었다.

### 한국 자동차 시장 확장
수년 동안 현대와 기아는 아제르바이잔 시장에서 점점 더 선도적인 위치를 차지하고 있다. 대한민국의 대아제르바이잔 자동차 수출은 육상 차량과 부품이 가장 큰 비중을 차지하며 상당한 규모를 차지하고 있다. 2023년 한국의 대아제르바이잔 육상 차량 수출액은 3억 1,939만 달러로 대한민국 대 아제르바이잔 전체 수출액의 74.61%를 차지했다.

## 문화 교류
아제르바이잔 독립 이후 대한민국과 아제르바이잔 간의 문화 교류는 번성하여 양국이 고유한 문화 전통을 공유하고 축하할 수 있는 소중한 기회를 제공해 왔다. 이러한 관계의 중요한 측면은 서로의 전통 춤 공연에 상호 참여하여 자국의 전통에 대한 깊은 이해와 감상을 촉진하는 것이다. 축제, 전시회, 공연 등 전통 문화 행사는 대한민국과 아제르바이잔 기관을 통해 양측이 마련한 것으로, 전통 요리, 음악, 민속을 공유하는 데 매우 유익한 플랫폼이다. 이러한 행사는 즐거움을 제공할 뿐만 아니라 워크숍과 공동 프로젝트의 기회를 제공하여 참가자들이 서로의 문화 유산에 대한 이해를 깊게 할 수 있도록 한다.

## 같이 보기
- 대한민국의 대외 관계
- 아제르바이잔의 대외 관계